# تپه زباغ
تپه زباغ مربوط به دوران‌های تاریخی پس از اسلام است و در میان‌ آب، داخل شهر واقع شده و این اثر در تاریخ ۵ آذر ۱۳۸۰ با شمارهٔ ثبت ۴۳۳۵ به‌عنوان یکی از آثار ملی ایران به ثبت رسیده است.